# Iroda Tulyaganova
Iroda Tulyaganova (Tasjkent, 7 januari 1982) is een voormalig professioneel tennisspeelster uit Oezbekistan. Zij begon met tennis toen zij negen jaar oud was. Haar favoriete ondergronden zijn gravel en hardcourt.
Als juniorspeelster won zij in 1999 de enkelspeltitel op Wimbledon door Russin Lina Krasnoroetskaja in de finale te verslaan – en twee maanden later op het US Open de dubbelspeltitel, samen met de Tsjechische Dája Bedáňová.
Medio 2003 verdween zij voor lange tijd van het toneel, door blessures en een elleboogoperatie. Pas in 2006 ging ze weer aan de grote toernooien deelnemen. Medio 2008 stopte ze weer tijdelijk, maar nog tot in 2018 speelde zij verder in het dubbelspel, onder meer op het WTA-toernooi van Tasjkent 2017 samen met de Tsjechische Kristýna Plíšková.

## Loopbaan

### Enkelspel
Tulyaganova debuteerde in 1996 bij de volwassenen op het ITF-toernooi in haar geboorteplaats, Tasjkent. Haar eerste finale speelde zij in 1999, in Seoel (Korea) – door de Japanse Shiho Hisamatsu te verslaan, veroverde Tulyaganova haar eerste enkelspeltitel. In totaal won zij drie ITF-toernooien.
Tulyaganova kwam voor het eerst in de hoofdtabel van een WTA-toernooi uit in 1999, in Tasjkent – in de eerste ronde versloeg zij de Nederlandse Seda Noorlander; in de tweede ronde had de Sloveense Tina Pisnik de betere slagen. Tulyaganova speelde haar eerste WTA-finale in 2000, in haar geboorteplaats Tasjkent – door te zegevieren over de Italiaanse Francesca Schiavone greep ze haar eerste WTA-titel. In totaal won zij drie WTA-toernooien, de laatste in 2001 op het Belgische gravel van Knokke-Heist.
In 2000 nam Tulyaganova deel aan de Olympische spelen in Sydney – in de eerste ronde verloor ze van de Nederlandse Kristie Boogert.
Haar beste resultaat op de grandslamtoernooien is het bereiken van de derde ronde. Haar hoogste positie op de WTA-ranglijst is de zestiende plaats, die zij bereikte in juni 2002.

### Dubbelspel
Ook in het dubbelspel startte Tulyaganova in 1996 op het ITF-toernooi in haar geboorteplaats, Tasjkent. Haar eerste finale speelde zij in 1998, in Moulins (Frankrijk) – samen met de Zwitserse Diane Asensio pakte zij daar haar eerste titel. In totaal won Tulyaganova vier ITF-toernooien.
Tulyaganova kwam voor het eerst in een WTA-toernooi uit in 1999, in Tasjkent, samen met de Oekraïense Tetjana Perebyjnis – zij bereikten de halve finale. Haar eerste WTA-finale kwam in 2000 in Warschau, samen met de Oekraïense Hanna Zaporozjanova – het koppel Tathiana Garbin / Janette Husárová was echter te sterk voor hen. Twee maanden later won Tulyaganova haar eerste dubbelspeltitel op het Belgische gravel van Knokke-Heist, aan de zijde van de Italiaanse Giulia Casoni. In totaal vergaarde zij vier WTA-titels in het dubbelspel.
Haar beste resultaat op de grandslamtoernooien is het bereiken van de derde ronde in het vrouwendubbelspel, en de kwartfinale in het gemengd dubbelspel. Haar hoogste positie op de WTA-ranglijst is de 28e plaats, die zij bereikte in september 2002.

### Tennis in teamverband
In de periode 1996–2012 maakte Tulyaganova deel uit van het Oezbeekse Fed Cup-team – zij behaalde daar een winst/verlies-balans van 25–20.

## Posities op deWTA-ranglijst
Positie per einde seizoen:
| jaar | rang enkelspel | rang dubbelspel |
| ---- | -------------- | --------------- |
| 1998 | 570            | 350             |
| 1999 | 185            | 236             |
| 2000 | 75             | 96              |
| 2001 | 20             | 49              |
| 2002 | 55             | 44              |
| 2003 | 50             | 85              |
|      |                |                 |
| 2005 | 363            | 491             |
| 2006 | 131            | 285             |
| 2007 | 355            | 539             |
| 2008 | 529            | 715             |

## Palmares
| Legenda                |
| ---------------------- |
| Grandslamtoernooi      |
| Olympische Spelen      |
| Year-End Championships |
| Tier I                 |
| Tier II                |
| Tier III               |
| Tier IV & V            |

### WTA-finaleplaatsen enkelspel
| nr.              | finale     | toernooi         | ondergrond | tegenstandster      | score         |         |
| ---------------- | ---------- | ---------------- | ---------- | ------------------- | ------------- | ------- |
| gewonnen finales |            |                  |            |                     |               |         |
| 1.               | 2000-06-18 | WTA Tasjkent     | hardcourt  | Francesca Schiavone | 6-3, 2-6, 6-3 | details |
| 2.               | 2001-07-15 | WTA Wenen        | gravel     | Patty Schnyder      | 6-3, 6-2      | details |
| 3.               | 2001-07-22 | WTA Knokke-Heist | gravel     | Gala León García    | 6-2, 6-3      | details |
| verloren finales |            |                  |            |                     |               |         |
| 1.               | 2000-10-22 | WTA Shanghai     | hardcourt  | Meghann Shaughnessy | 6-7, 5-7      | details |
| 2.               | 2002-06-16 | WTA Wenen        | gravel     | Anna Smashnova      | 4-6, 1-6      | details |
| 3.               | 2003-02-08 | WTA Haiderabad   | hardcourt  | Tamarine Tanasugarn | 4-6, 4-6      | details |
| 4.               | 2006-10-08 | WTA Tasjkent     | hardcourt  | Sun Tiantian        | 2-6, 4-6      | details |

### WTA-finaleplaatsen vrouwendubbelspel
| nr.              | finale     | toernooi         | ondergrond | partner             | tegenstandsters                         | score         |         |
| ---------------- | ---------- | ---------------- | ---------- | ------------------- | --------------------------------------- | ------------- | ------- |
| gewonnen finales |            |                  |            |                     |                                         |               |         |
| 1.               | 2000-07-23 | WTA Knokke-Heist | gravel     | Giulia Casoni       | Catherine Barclay Eva Dyrberg           | 2-6, 6-4, 6-4 | details |
| 2.               | 2001-05-26 | WTA Straatsburg  | gravel     | Silvia Farina-Elia  | Amanda Coetzer Lori McNeil              | 6-1, 7-6      | details |
| 3.               | 2001-11-11 | WTA Pattaya      | hardcourt  | Åsa Carlsson        | Liezel Huber Wynne Prakusya             | 4-6, 6-3, 6-3 | details |
| 4.               | 2003-02-08 | WTA Haiderabad   | hardcourt  | Jelena Lichovtseva  | Jevgenia Koelikovskaja Tatjana Poetsjek | 6-4, 6-4      | details |
| verloren finales |            |                  |            |                     |                                         |               |         |
| 1.               | 2000-05-14 | WTA Warschau     | gravel     | Hanna Zaporozjanova | Tathiana Garbin Janette Husárová        | 3-6, 1-6      | details |
| 2.               | 2000-06-18 | WTA Tasjkent     | hardcourt  | Hanna Zaporozjanova | Li Na Li Ting                           | 6-3, 2-6, 4-6 | details |
| 3.               | 2001-02-04 | WTA Tokio        | hardcourt  | Anna Koernikova     | Lisa Raymond Rennae Stubbs              | 6-7, 6-2, 6-7 | details |

## Resultaten grandslamtoernooien
| Legenda | Legenda                          |
| ------- | -------------------------------- |
| g.t.    | geen toernooi gehouden           |
| l.c.    | lagere categorie                 |
| –       | niet deelgenomen                 |
| G       | uitgeschakeld in de groepsfase   |
| 1R      | uitgeschakeld in de eerste ronde |
| 2R      | uitgeschakeld in de tweede ronde |
| 3R      | uitgeschakeld in de derde ronde  |
| 4R      | uitgeschakeld in de vierde ronde |
| KF      | uitgeschakeld in de kwartfinale  |
| HF      | uitgeschakeld in de halve finale |
| F       | de finale verloren               |
| W       | het toernooi gewonnen            |
| w-v     | winst/verlies-balans             |

### Enkelspel
| Toernooi        | 2000 | 2001 | 2002 | 2003 |    | 2007 | 2008 |
| --------------- | ---- | ---- | ---- | ---- | -- | ---- | ---- |
| Australian Open | –    | 1R   | 3R   | 2R   | 1R | 1R   |      |
| Roland Garros   | –    | 1R   | 3R   | 2R   | –  | –    |      |
| Wimbledon       | –    | 3R   | 2R   | 3R   | –  | –    |      |
| US Open         | 2R   | 2R   | 2R   | –    | –  | –    |      |

### Vrouwendubbelspel
| Toernooi        | 2000 | 2001 | 2002 | 2003 |
| --------------- | ---- | ---- | ---- | ---- |
| Australian Open | –    | 1R   | 1R   | –    |
| Roland Garros   | 1R   | 1R   | 2R   | 3R   |
| Wimbledon       | –    | 1R   | 2R   | 1R   |
| US Open         | 1R   | 2R   | 3R   | –    |

### Gemengd dubbelspel
| Toernooi        | 2001 | 2002 | 2003 |
| --------------- | ---- | ---- | ---- |
| Australian Open | –    | –    | KF   |
| Roland Garros   | –    | 1R   | –    |
| Wimbledon       | 1R   | –    | KF   |
| US Open         | –    | 1R   | –    |